# Margarete von Hindenburg
Margarete von Beneckendorff und von Hindenburg (* 20. September 1897 in Groß Schwülper bei Braunschweig; † 22. Dezember 1988 in Bad Bevensen) war die Schwiegertochter des deutschen Reichspräsidenten Paul von Hindenburg. Aufgrund des Witwerdaseins ihres Schwiegervaters nahm sie von 1925 bis 1932/33 die Aufgaben der Ersten Dame der deutschen Republik wahr.

## Leben und Wirken

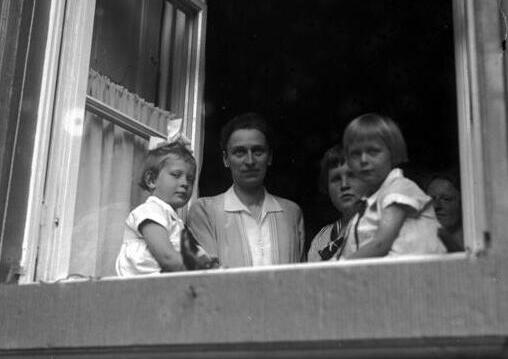
Margarete von Hindenburg mit ihren drei Kindern, 1928

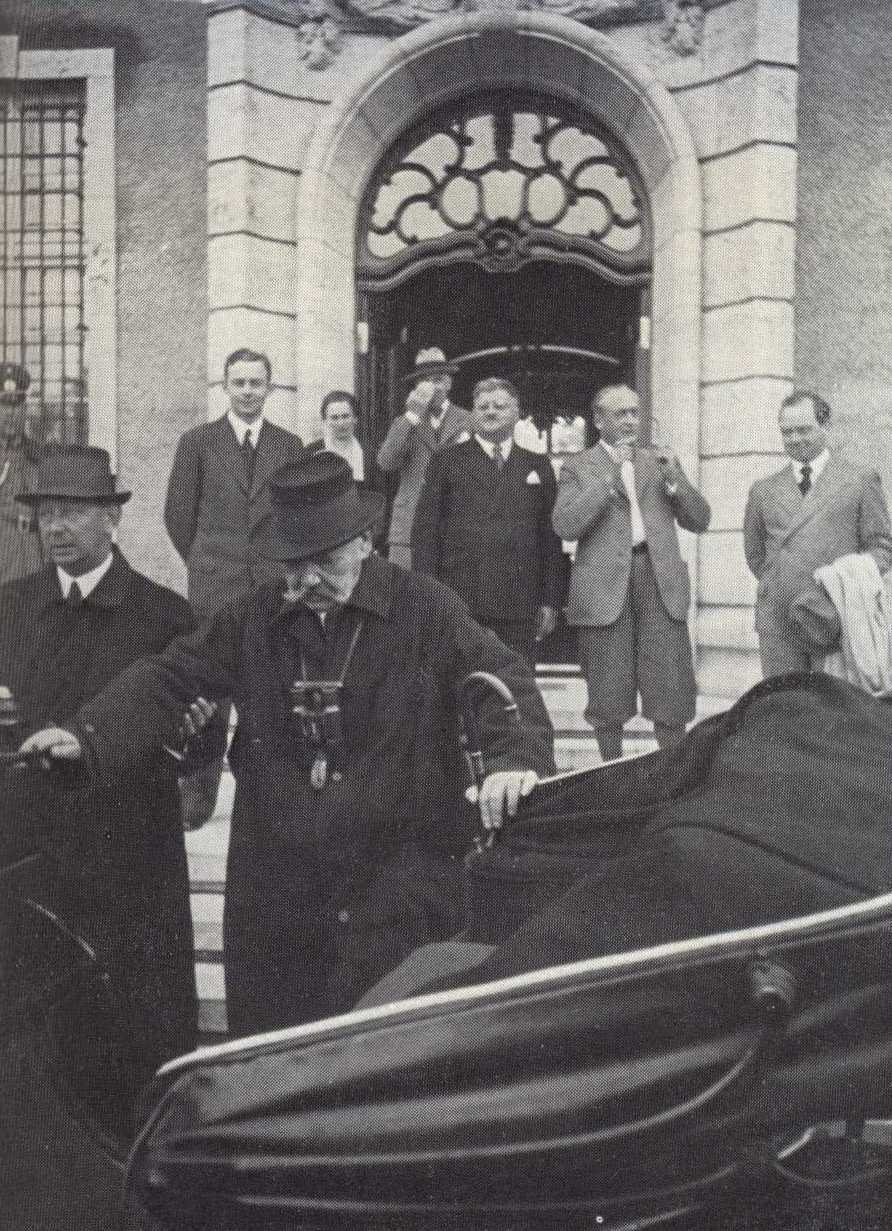
Margarete von Hindenburg (ganz im Hintergrund neben der Eingangstür) beobachtet ihren Schwiegervater beim Verlassen von Gut Neudeck. Außerdem im Bild (von links nach rechts): Wedige von der Schulenburg (Adjutant Hindenburgs), F. G. von Tschirschky (Adjutant Papens), F. von Papen, O. Meissner, Oberregierungsrat von Riedel, Staatssekretär Körner. Im Vordergrund neben Hindenburg sein Sohn Oskar.

Margarete von Hindenburg, genannt Dete, wurde 1897 als Margarete Freiin von Marenholtz, als Tochter von Gebhard Freiherr von Marenholtz (* 2. August 1862 auf Groß Schwülper; † 21. März 1917 in Berlin) und seiner Ehefrau Margarete Adelheid Klementine (* 28. September 1866 auf dem Rittergut Nordsteimke; † 26. September 1943 auf Groß Schwülper) geboren. Über ihre Mutter, eine geborene Gräfin von der Schulenburg und Enkelin von Werner von der Schulenburg-Wolfsburg, war sie mit der gleichnamigen Adelsfamilie verwandt. Entfernt verwandt war sie zudem mit der Familie des Generals von Hammerstein.
Am 10. Mai 1921 heiratete sie Oskar von Hindenburg. Er war der Sohn des Generalfeldmarschalls Paul von Hindenburg, der in der zweiten Hälfte des Ersten Weltkriegs Chef des deutschen Generalstabs gewesen war. Aus der Ehe gingen drei Töchter und ein Sohn hervor: Gertrud von Hindenburg (* 8. November 1922 in Hannover; † 7. Juni 2015), Helga von Hindenburg (* 17. Januar 1924 in Hannover; † 1. April 1984 in Köln), Hubertus von Hindenburg (* 29. Juni 1928 in Berlin; † 4. Februar 2016 in Essen) und Margarete von Hindenburg (* 21. Dezember 1932 in Berlin). Die Familie wohnte in den Jahren 1921 bis 1925 in der Villa von Paul von Hindenburg in Hannover. Die Beziehung von Margarete von Hindenburg zu ihrem Schwiegervater war dabei von Anfang an sehr eng: Ein zeitgenössischer Beobachter beschrieb diese, indem er sie mit Goethes Schwiegertochter Ottilie von Goethe verglich.
Als Hindenburg 1925, achtundsiebzigjährig, von Vertretern der deutschen politischen Rechten aufgefordert wurde, sich als ihr Kandidat bei der Wahl für das Amt des Reichspräsidenten zur Verfügung zu stellen, machte dieser seine Zustimmung von der Zusage seines Sohnes und seiner Schwiegertochter abhängig, ihn im Falle einer Wahl nach Berlin zu begleiten und ihm dort „alle Sorgen des täglichen Lebens abzunehmen und ihm ein behagliches Heim zu gestalten“.
Nachdem Hindenburg bei der Wahl des Staatsoberhauptes eine Mehrheit für sich gewinnen konnte, begleiteten ihn sein Sohn und seine Schwiegertochter nach Berlin, wo sie gemeinsam im Amtssitz des Reichspräsidenten, dem Reichspräsidentenpalais, Quartier nahmen.
Da Hindenburgs Gattin Gertrud von Hindenburg bereits 1921 gestorben war, fiel der Schwiegertochter die Rolle der „Dame des Hauses“ im Reichspräsidentenpalais zu. In dieser Eigenschaft übernahm sie Repräsentationspflichten bei offiziellen Mittagessen, Teestunden, Banketten und Empfängen im Haus des Reichspräsidenten. Dort empfing sie als offizielle Gastgeberin an der Seite des Schwiegervaters dessen Gäste. Bei großen Staatsdinners nahm sie als erste Frau des Hauses üblicherweise den Sitz gegenüber von ihrem Schwiegervater ein. Die Aufgabe, sie zu Tisch zu führen, hatte dabei in der Regel der rangälteste Gast – wenn keine Botschafter geladen waren, der Reichskanzler. Bei der Ankunft eines neuen diplomatischen Vertreters in Berlin nahm sie als erste Frau im Haushalt des Reichspräsidenten die offizielle Einführung der Gattin des neuen Diplomaten in das Korps der in Berlin akkreditierten Diplomaten vor.
Während Hans-Otto Meissner, der seine Kindheit im Reichspräsidentenpalais verbrachte, vor allem die „Tatkraft“ und „Resolutheit“ Margarete von Hindenburgs hervorhob, beschrieb Bella Fromm Hindenburgs Schwiegertochter als eine Frau, der es an „Eleganz mangelt, die schlechten Geschmack bei der Wahl ihrer Garderobe zeigt, die unbeholfen und [ungerechtfertigt] selbstbewusst ist.“ Ein französischer Diplomat charakterisierte sie als einen „pingeligen preußischen Offizier in einem Petticoat“.
In den Wochen nach der Ernennung Hitlers zum Reichskanzler am 30. Januar 1933 beteiligte Frau von Hindenburg sich an der Verbreitung des Gerüchtes, dass einige Generäle um Hitlers Vorgänger als Reichskanzler, General Kurt von Schleicher, geplant hätten, die Bildung der Regierung Hitler durch einen Staatsstreich, einschließlich der Entmachtung und Verhaftung ihres Schwiegervaters, zu verhindern. Der Putsch, der für den 30. Januar vorgesehen gewesen sei, so meinte Margarete von Hindenburg, nur durch die rasche Vereidigung der Regierung am Morgen des 30. Januars verhindert worden. Voller Entrüstung behauptete sie insbesondere immer wieder: „General von Hammerstein wollte den Reichspräsidenten im plombierten Viehwagen nach Neudeck transportieren lassen!“
Ab 1934 lebte Margarete von Hindenburg hauptsächlich mit ihrem Mann auf Gut Neudeck, dem ostpreußischen Stammsitz der Familie Hindenburg im Kreis Rosenberg. Letztmals öffentlich hervor trat sie 1945, als sie kurz vor Ende des Zweiten Weltkrieges einen aus achtzehn Wagen bestehenden Treck von 150 Dorf- und Gutsbewohnern, darunter evakuierte Kinder aus dem Westen, vor der vorrückenden Roten Armee aus Ostpreußen über die vereiste Weichsel nach Niedersachsen führte.
Nach dem Zweiten Weltkrieg lebte Margarete von Hindenburg gemeinsam mit ihrem Ehemann in Medingen bei Bad Bevensen in Niedersachsen, wo sie 1988 im Alter von 91 Jahren starb. Ihr Leichnam wurde neben dem ihres Ehemanns auf dem Medinger Waldfriedhof beigesetzt.